# Transaldolase
Transaldolase (TAL) (Gen: TALDO1) heißt das Enzym, welches die Übertragung eines C3-Körpers von Sedoheptulose-7-phosphat auf D-Glycerinaldehyd-3-phosphat und umgekehrt ermöglicht. Dieses Reaktionsgleichgewicht ist ein wichtiger Teil des Pentosephosphatwegs in allen Lebewesen.
Mutationen können die (seltene) Erbkrankheit Transaldolasemangel bedingen.

## Katalysiertes Gleichgewicht
| Er4P | D-Erythrose-4-phosphat       | + |  | D-Fructose-6-phosphat      |
|      |                              |   |  |                            |
|      | D-Glycerinaldehyd-3-phosphat | + |  | D-Sedoheptulose-7-phosphat |

## Physiologische Wirkungen
Die Regulation der Genexpression im TALDO1-Gen kann den Glutathionspiegel und die Sensitivität von Zellen für Apoptose beeinflussen.

## Erkrankungen
Manche multiple-Sklerose-Patienten besitzen Antikörper gegen Bereiche der Transaldolase.

### Transaldolasemangel
Mutationen im TALDO1-Gen können zur (seltenen) Erbkrankheit des Transaldolasemangels und dieser zu Leberzirrhose führen. Auch Multiorganversagen kann bei Transaldolasemangel auftreten.

### Andere Gendefekte
Varianten des Enzyms sind möglicherweise mit Plattenepithelkarzinom assoziiert.

## Anwendung
Unterscheidungen des bakteriellen Transaldolase-Gens mittels Polymerase-Kettenreaktion werden genutzt, eine Darmbesiedelung durch Bifidobacterium zu identifizieren und zu quantifizieren.